# Jugoslaviska mästerskapet i fotboll 1926
Jugoslaviska mästerskapet i fotboll 1926 innebar att grunden började läggas för rivaliteten mellan lag från Belgrad och Zagreb.

## Turnering

### Kvartsfinaler
- FK Jugoslavija Beograd 12 - 2 FK Bačka Subotica
- Hajduk Split 2 - 1 SAŠK
- Građanski Zagreb 7 - 1 NK Ilirija Ljubljana
- Slavija Sarajevo (vidare)

### Semifinaler
- Jugoslavija 5 - 1 Hajduk
- Građanski 7 - 0 Slavija

### Final
- Građanski 2 - 1 Jugoslavija

### Mästarna
Građanski Zagren (Tränare: Imre Poszony)
- Maksimilijan Mihalčić
- Franjo Mantler
- Miho Remec
- Arnold
- Rudolf Rupec
- Dragutin Vragović
- Jene Abraham
- Rudolf Hitrec
- Emil Perška
- Franjo Giller
- Vidnjević